# Muriel Frances Dana
Muriel Frances Dana (Clinton, 14 de octubre de 1916-Thousand Oaks, 25 de agosto de 1997) fue una actriz y modelo infantil estadounidense.

## Biografía
Nació en Clinton, Iowa, en 1916. Fue modelo infantil, apareciendo en muchos anuncios, incluido uno para Max Factor. Entre 1921 y 1926 protagonizó trece películas mudas. En dos de ellas, Hail the Woman y Can a Woman Love Twice?, interpretó el papel de un niño, de acuerdo con lo que era una convención teatral y cinematográfica aceptada en la época.
Murió en Thousand Oaks, California, en 1997.

## Filmografía
- Hail the Woman (1921)
- White Hands (1922)
- A Fool There Was (1922)
- Skin Deep (1922)
- The Forgotten Law (1922)
- Can a Woman Love Twice? (1923)
- The Sunshine Trail (1923)
- Daddies (1924)
- Wandering Husbands (1924)
- The Fast Worker (1924)
- The Sign of the Cactus (1925)
- Compromise (1925)
- Mike (1926)